# Inger Bentzon
Inger Andrea Bentzon, född 12 juli 1886 i Köpenhamn, död 8 juni 1971 i Ålsgårde, var en dansk författare. Hon skrev både barnböcker och romaner. Hon gav ut böcker, utöver under sitt eget namn, under pseudonymerna Vinca Brant, Jørgen Brun, Otto Kampen och Ragna Wendts. Från 1953 var hon riddare av Dannebrogsorden.

## Biografi
Inger Bentzon kom från en kulturell familj. Hon var dotter till landsinspektören Povl Bentzon (1858–1943) och Harriet Vilhelmine Drachmann (1861–1945). Hon var syster till kompositören Jørgen Bentzon och författaren Holger Drachmann var hennes morbror. Hon fick utbildning på N. Zahles Skole och tog examen som privatlärarinna 1904. Hon gifte sig året därpå med advokaten Tycho Cosmus Wimpffen Bræstrup och fick fyra söner med honom. Efter hans död 1919 började hon skriva på allvar på grund av familjens prekära ekonomiska situation och efter en kort anställning på Overskyldrådets statistiska avdeling (1920–1921) författardebuterade hon med barnboken Troldungen og andre fortællinger. Hon hade dock fått en berättelse publicerad i Berlingske Tidende redan 1909. Hennes första större arbete blev barnboken Asger og hans lille Søster (1921). Hon fortsatte sedan med att ge ut stor mängd barnböcker, samt även ett antal vuxenromaner. Hon var aktiv i Dansk Forfatterforening, där hon var styrelseledamot (1932–1939, 1940–1945 och från 1950). Från 1946 var hon även styrelseledamot i Danske Dramatikeres Forbund. Från 1946 mottog hon även ett årligt statligt stöd för sitt författarskap.
Bentzon skrev även, som den första i Danmark, ett antal hörspel för barn, varav Da Søndenvinden sad fangen (1927), Ingen er Profet (1938), Hoppen (1940) och De ringer for Anders Jensen (1942).

### Barnböcker
- Asger og hans lille Søster (1921)
- Jul paa Palsskov (1921)
- Kjeld (1922)
- Søstre (1922)
- Vibeke (1923)
- Sinke (1924)
- Vibeke ude og hjemme (1924)
- Askepot (1925)
- Børn og Dyr (1925)
- Muttis drenge (1925)
- Cæcilie paa Voldstrup (1926)
- Kirsten bliver voksen (1926)
- Myretuen (1927)
- Et vanskeligt Barn (1929)
- Lille Lise-Lotte og Buksetroldene (1930)
- Hyldehuset (1930)
- Dot (1931)
- Lise (1932)
- Tonys Ferie (1932)
- Ziska (1932)
- Mik og Mak (1933)
- Troldungen (1933)
- Støveren (1934)
- Rulle (1934)
- Skypumpen (1935)
- Peter (1936)
- Æblestien (1936)
- Den store Skygge (1937)
- Jan Browns Eventyr (1938)
- Redeligheden (1938)
- Der er Krummer i Jens (1939)
- Paa egen Haand (1940)
- Hjemmefra (1941)
- Jesper klarer sig selv (1941)
- Jesper paa Kostskole (1942)
- Mor forstaar ingenting (1943)
- Ursula og den lille Kirrelit (1943)
- En Hund i et Spil Kegler (1944)
- Marius (1944)
- Det vanskelige Valg (1945)
- Veras Drøm (1946)
- Endelig sker der noget (1947)
- To Mand frem for Jette (1948)
- Tut, Trine og Skidtmads (1948)

### Romaner
- Mødrenes Synder (1925)
- Daaren (1926)
- Det gule Hus (1932)
- Niende Maj (1934)
- Rette Ægtefolk at være (1935)
- Klavs Hanssøns Børn (1937)
- Kransen (1941)
- Ida (1944)
- Nummer 7 (1944)
- Herremændene paa Næs (1945)
- Lyme (1945)
- Kanta (1946)
- Frøken Leonora (1946)
- Udflyttere (1947)
- Pigen og gården (1948)

## Erkännanden
- Emma Bærentzens Legat
- Astrid Goldschmidts Legat (1945)
- Hulda Lütken og Jacobs legat (1966)